# アイスランド国営放送
RÚV（アイスランド国営放送）はアイスランドの国営テレビ・ラジオ局。　

## 歴史
1930年にラジオ放送を開始し、1966年にテレビ放送を開始した。1956年に欧州放送連合に加盟した。

## 主なチャンネル

### テレビ
- RÚVTelevision（Sjónvarpið）1966年9月30日開局　報道・娯楽・文化などを放送するチャンネル。カラー放送は1973年に試験放送され1976年に運用開始。
- RÚVTelevision2 1966年9月30日開局。文化・スポーツに関するイベントや特別報道する際に放送される。

### ラジオ
- Rás 1  1930年12月20日開局。報道・天気・文化・芸術・歴史などを放送する。周波数は189Khz FM92.4Mhzと93.5Mhz。
- Rás 2  1983年12月1日開局。189KhzとFM99.9Mhz。ポップとロックを中心とした番組を放送する。

- Rondó（Rondo Broadcasting）インターネット放送でクラシック音楽とジャズ音楽の番組を放送する。

## 送信所
2つの長波送信所を有している。
- ハトリスサントゥル（英語版） 出力300Kw 189Khz　アイスランド全土とヨーロッパの一部で受信可能。
- エイダ 出力100Kw、207KHz エイイルススタジル近郊にある送信所。FMラジオが聴取不可能な地域を補完すると共に洋上での聴取に対応していた。

ラジオ局は全土で90の送信所がある。